# Loek van Wely
Loek van Wely (ur. 7 października 1972 w Heesch) – holenderski szachista, arcymistrz od 1993 roku.

## Kariera szachowa
W szachy gra od czwartego roku życia. W latach osiemdziesiątych XX wieku uważany był za jeden z największych szachowych talentów w Holandii. W roku 1993 otrzymał tytuł arcymistrza. W roku 1997 awansował do najlepszej ósemki rozgrywanych systemem pucharowym w Groningen mistrzostw świata FIDE (w ćwierćfinale uległ Michaelowi Adamsowi). Brał również udział w mistrzostwach w roku 2000 w New Delhi (awans do III rundy), 2001 w Moskwie (awans do III rundy) oraz 2004 w Trypolisie (awans do II rundy). Dwukrotnie wystąpił w Memoriałach Akiby Rubinsteina w Polanicy-Zdroju. W roku 1999 okazał się najlepszy, zaś w następnym – zajął III miejsce. W roku 2001 zwyciężył (wraz z Judit Polgár) w turnieju w Hoogeveen. Brał udział w wielu turniejach elity (m.in. Amsterdam 2002, Dortmund 2005, wielokrotnie Corus w Wijk aan Zee oraz Melody Amber w Monako). W 2010 r. zwyciężył w turnieju Chicago Open, wyprzedzając m.in. Michaela Adamsa.
W latach 2000–2005 sześciokrotnie (bez przerwy) zwyciężał w indywidualnych mistrzostwach Holandii. Siódmy tytuł mistrza kraju zdobył w 2014 roku.
Wielokrotnie reprezentował Holandię w turniejach drużynowych, m.in.:
- dwunastokrotnie na olimpiadach szachowych (w latach 1992, 1994, 1996, 1998, 2000, 2002, 2004, 2006, 2008, 2010, 2012, 2014)[8],
- na drużynowych mistrzostwach świata (w roku 2013)[9],
- siedmiokrotnie na drużynowych mistrzostwach Europy (w latach 1992, 1997, 1999, 2001, 2003, 2005, 2011); dwukrotny medalista: wspólnie z drużyną – dwukrotnie złoty (2001, 2005)[10],
- na turnieju o Puchar Mitropa (Mitropa Cup) (w roku 1995); medalista: wspólnie z drużyną – srebrny (1995)[11].

Najwyższy ranking w dotychczasowej karierze osiągnął 1 października 2001 r., z wynikiem 2714 punktów zajmował wówczas 10. miejsce na światowej liście FIDE.